# Lista de pinturas de Félix Ziem

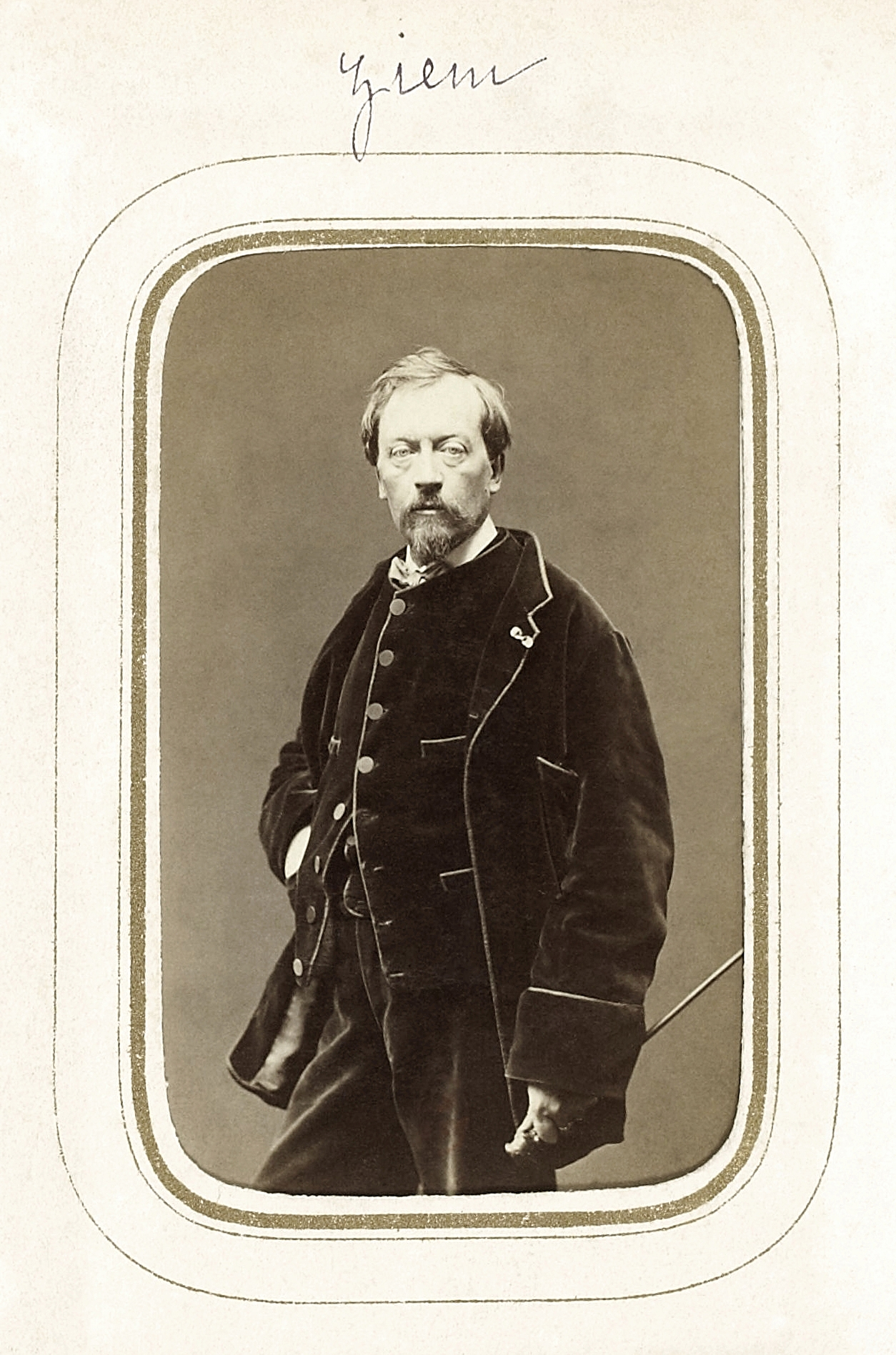
Félix Ziem.

Esta é uma lista de pinturas de Félix Ziem.
Félix-François-Georges Philibert Ziem (1821-1911) foi um pintor realista francês, ligado à Escola de Barbizon. Foi considerado um dos precursores do Impressionismo, ficou famoso por suas paisagens marítimas e paisagens de Veneza e Constantinopla. É identificado com ao movimento orientalista. 
Ziem planejava ser arquiteto , estudou na École des Beaux-Arts em Dijon e trabalhou como arquiteto por um curto período. Em 1839 mudou-se para Marselha, onde recebeu algumas instruções informais em pintura de Adolphe Monticelli.
Após uma visita no ano de 1841 à Itália, onde se apaixonou pela cidade de Veneza, adotou a pintura como profissão. Além das cenas venezianas, ele também pintou muitas naturezas-mortas, retratos e paisagens de diversos locais por onde viajou. Após uma viagem de um ano ao Império Otomano e ao Egito em 1857-58, o pintor começou a incluir pinturas com um tema orientalista em sua obra. Suas paisagens incluíam cenas de uma variedade de locais, incluindo Constantinopla, Egito, Martigues e Cagnes-sur-Mer na Borgonha sua terra natal. Félix Ziem foi um artista comercialmente bem sucedido em sua própria vida.

## desenho
| Imagem | Título                                                | Data           | Coleção                                                       | Localização              | Gênero | Descrito em |
| ------ | ----------------------------------------------------- | -------------- | ------------------------------------------------------------- | ------------------------ | ------ | ----------- |
|        | Tuna Fishing at Sunrise off the Coast near Marseilles | década de 1860 | Galeria Nacional de Arte Desenhos da Galeria Nacional de Arte | Galeria Nacional de Arte |        |             |
|        | Boats and Gondolas before the Piazza San Marco        |                | Galeria Nacional de Arte Desenhos da Galeria Nacional de Arte | Galeria Nacional de Arte |        |             |
|        | A Cove with a Sailboat                                |                | Galeria Nacional de Arte Desenhos da Galeria Nacional de Arte | Galeria Nacional de Arte |        |             |

## pintura
| Imagem | Título                                                                                | Data                      | Coleção                                                                                                  | Localização                                          | Gênero                         | Descrito em |
| ------ | ------------------------------------------------------------------------------------- | ------------------------- | --- | ---------------------------------------------------- | ------------------------------ | ----------- |
|        | Vew of Venice                                                                         |                           | Museu Hermitage                                                                                          | Museu Hermitage                                      |                                |             |
|        | Konstantynopol                                                                        | década de 1860 século XIX | Museu Nacional de Varsóvia                                                                               | reserva técnica                                      | pintura de paisagem            |             |
|        | View of Venice with the Doge's Palace                                                 |                           | Museu Nacional de Varsóvia                                                                               | reserva técnica                                      | pintura de paisagem            |             |
|        | Windmill on riverbank                                                                 | século XIX                | Museu Nacional de Belas Artes                                                                            | Museu Nacional de Belas Artes                        | pintura de paisagem            |             |
|        | Venice - the grand canal                                                              | século XIX                | Museu Nacional de Belas Artes                                                                            | Museu Nacional de Belas Artes                        | pintura de paisagem            |             |
|        | View of İstanbul                                                                      | século XIX                | Museu de Pera                                                                                            | Museu de Pera                                        | pintura de paisagem            |             |
|        | Caiques and Sailboats at the Bosphorus                                                | século XIX                | Museu de Pera                                                                                            | Museu de Pera                                        |                                |             |
|        | Street in Cairo                                                                       |                           | Galeria Nacional de Arte Corcoran Gallery of Art                                                         | Galeria Nacional de Arte                             |                                |             |
|        | The Call of the Sirens                                                                | século XIX                | No/unknown value                                                                                         |                                                      |                                |             |
|        | The Grand Canal, Venice                                                               | século XIX                | Musée des beaux-arts de Beaune                                                                           | Musée des beaux-arts de Beaune                       | pintura de paisagem            |             |
|        | Venise, la Salute                                                                     |                           | Musée Ziem                                                                                               | Musée Ziem                                           | pintura de paisagem            |             |
|        | Stamboul                                                                              |                           | Museu de Belas Artes de Dijon                                                                            | Museu de Belas Artes de Dijon                        |                                |             |
|        | Saint Pétersbourg, Saint Isaac                                                        | século XIX                | Musée des Beaux-Arts de la ville de Paris                                                                | Petit Palais                                         |                                |             |
|        | Barques échouées                                                                      | 1841                      | Museum of Fine Arts of Reims                                                                             | Museum of Fine Arts of Reims                         |                                |             |
|        | Dijon vu des Perrières                                                                | 1842                      | Museu de Belas Artes de Dijon                                                                            | Museu de Belas Artes de Dijon                        |                                |             |
|        | En Russie                                                                             | 1842                      | Museu de Orsay                                                                                           | Museu de Orsay                                       | pintura de paisagem            |             |
|        | Panneau de six études de chariot (au recto) ; Paysage (au verso)                      | século XIX                | Musée des Beaux-Arts de la ville de Paris                                                                | Petit Palais                                         | pintura de género              |             |
|        | Le chariot                                                                            | século XIX                | Musée des Beaux-Arts de la ville de Paris                                                                | Petit Palais                                         |                                |             |
|        | Tobolsk, Sibérie                                                                      | 1844                      | Musée des Beaux-Arts de la ville de Paris                                                                | Petit Palais                                         |                                |             |
|        | La jupe rouge                                                                         | século XIX                | Musée des Beaux-Arts de la ville de Paris                                                                | Petit Palais                                         |                                |             |
|        | Femme nue assise, vue de dos                                                          | século XIX                | Musée des Beaux-Arts de la ville de Paris                                                                | Petit Palais                                         |                                |             |
|        | Une rue à Florence                                                                    | século XIX                | Musée des Beaux-Arts de la ville de Paris                                                                | Petit Palais                                         |                                |             |
|        | Portrait de jeune fille                                                               | século XIX                | Musée des Beaux-Arts de la ville de Paris                                                                | Petit Palais                                         | retrato                        |             |
|        | La tempête                                                                            | 1846                      | Musée des Beaux-Arts de la ville de Paris                                                                | Petit Palais                                         | arte marinha                   |             |
|        | Fête dans un palais à Naples                                                          | 1847                      | Musée des Beaux-Arts de la ville de Paris                                                                | Petit Palais                                         | pintura de género              |             |
|        | Pins parasols aux environs de Naples                                                  | 1847                      | Musée des Beaux-Arts de la ville de Paris                                                                | Petit Palais                                         | pintura de paisagem            |             |
|        | Venise, l'entrée du Grand Canal                                                       | século XIX                | Museum of Fine Arts of Reims                                                                             | Museum of Fine Arts of Reims                         |                                |             |
|        | Kühe an einer Furt                                                                    | 1850                      | |                                                      |                                |             |
|        | Fête de Saint Marc, Venise                                                            | século XIX                | Art Institute of Chicago                                                                                 | Art Institute of Chicago                             |                                |             |
|        | View of İstanbul                                                                      | 1850                      | Museu de Pera                                                                                            | Museu de Pera                                        |                                |             |
|        | The Doge's Palace, Seen from della Grazia Canal                                       | 1850                      | Museu Kreeger                                                                                            | Museu Kreeger                                        |                                |             |
|        | Anvers, marine                                                                        | 1850                      | Musée des Beaux-Arts de la ville de Paris                                                                | Petit Palais                                         | arte marinha                   |             |
|        | Le chaland                                                                            | século XIX                | Musée des Beaux-Arts de la ville de Paris                                                                | Petit Palais                                         | pintura de paisagem            |             |
|        | Etude d'homme [Les Syndics], copie d'après Rembrandt                                  | século XIX                | Musée des Beaux-Arts de la ville de Paris                                                                | Petit Palais                                         | retrato                        |             |
|        | L'abreuvoir                                                                           | década de 1850            | Dordrechts Museum                                                                                        | Dordrechts Museum                                    |                                |             |
|        | Tripolitaine, vue du bord de la mer                                                   | 1851                      | Museu de Belas Artes de Rennes                                                                           | Museu de Belas Artes de Rennes                       | pintura de paisagem            |             |
|        | Pêcheurs                                                                              | 1851                      | Museu de Belas Artes de Rennes                                                                           | Museu de Belas Artes de Rennes                       | pintura de género arte marinha |             |
|        | La tour penchée de San Pietro à Venise                                                | 1851                      | Museu de Belas Artes de Rennes                                                                           | Museu de Belas Artes de Rennes                       | visão arquitetural             |             |
|        | Venise, la Lagune                                                                     | 1851                      | Museu de Belas Artes de Rennes                                                                           | Museu de Belas Artes de Rennes                       | pintura de paisagem            |             |
|        | Lever de soleil à Constantinople                                                      | 1851                      | Museu de Belas Artes de Rennes                                                                           | Museu de Belas Artes de Rennes                       | pintura de paisagem            |             |
|        | Vue de Venise                                                                         | 1852                      | Museu de Orsay                                                                                           | Consulat général de France à New York                | pintura de paisagem            |             |
|        | Les sloops de pêche                                                                   | 1852                      | Musée des Beaux-Arts de la ville de Paris                                                                | Petit Palais                                         | arte marinha                   |             |
|        | Le miracle de l'esclave, copie d'après Tintoret ou Le martyre de Saint-Marc           | século XIX                | Musée des Beaux-Arts de la ville de Paris                                                                | Petit Palais                                         |                                |             |
|        | Les dindons                                                                           | século XIX                | Musée des Beaux-Arts de la ville de Paris                                                                | Petit Palais                                         |                                |             |
|        | L'Arc de triomphe de l'Etoile                                                         | século XIX                | Musée des Beaux-Arts de la ville de Paris                                                                | Petit Palais                                         |                                |             |
|        | Les Champs-Elysées : l'Arc de triomphe                                                | século XIX                | Musée des Beaux-Arts de la ville de Paris                                                                | Petit Palais                                         |                                |             |
|        | The Grand Canal, Venice (Frigate and Gondola, Basin of San Marco)                     | 1852                      | Clark Art Institute                                                                                      | Clark Art Institute                                  |                                |             |
|        | L'arc-en-ciel                                                                         | década de 1850            | Museu Gouda                                                                                              | Museu Gouda                                          | pintura de paisagem            |             |
|        | Banks of the river Amstel (Holland)                                                   | 1852                      | Museu de Belas Artes de Bordéus                                                                          | Museu de Belas Artes de Bordéus                      |                                |             |
|        | Riverlandscape near Dordrecht                                                         | 1852                      | |                                                      |                                |             |
|        | La Ronde de nuit d'après Rembrandt                                                    | 1853                      | Musée des Beaux-Arts de la ville de Paris                                                                | Petit Palais                                         | pintura de género              |             |
|        | Hollande, le moulin                                                                   | 1853                      | Musée des Beaux-Arts de la ville de Paris                                                                | Petit Palais                                         | pintura de paisagem            |             |
|        | Tête d'homme d'après Rembrandt                                                        | 1853                      | Musée des Beaux-Arts de la ville de Paris                                                                | Petit Palais                                         | retrato                        |             |
|        | Les syndics des drapiers, copie d'après Rembrandt                                     | 1853                      | Musée des Beaux-Arts de la ville de Paris                                                                | Petit Palais                                         |                                |             |
|        | Le Tambour, tête d'homme d'après Rembrandt                                            | 1853                      | Musée des Beaux-Arts de la ville de Paris                                                                | Petit Palais                                         | retrato                        |             |
|        | Etude de femme, copie d'après Rembrandt                                               | 1853                      | Musée des Beaux-Arts de la ville de Paris                                                                | Petit Palais                                         | retrato                        |             |
|        | Anvers : tête de Flandre                                                              | 1854                      | Museu de Orsay                                                                                           | Museu de Orsay                                       | pintura de paisagem            |             |
|        | Een kade in Venetië                                                                   | 1855                      | Centraal Museum                                                                                          | Centraal Museum                                      |                                |             |
|        | Constantinople                                                                        | 1855                      | Portland Art Museum                                                                                      | Portland Art Museum                                  |                                |             |
|        | A Windmill, Snow Effect                                                               | década de 1850            | Bowes Museum                                                                                             | Bowes Museum                                         | pintura de paisagem            |             |
|        | Le harem                                                                              | século XIX                | Musée des Beaux-Arts de la ville de Paris                                                                | Petit Palais                                         | pintura de género              |             |
|        | La route                                                                              | século XIX                | Musée des Beaux-Arts de la ville de Paris                                                                | Petit Palais                                         | pintura de paisagem            |             |
|        | La forêt                                                                              | século XIX                | Musée des Beaux-Arts de la ville de Paris                                                                | Petit Palais                                         | pintura de paisagem            |             |
|        | Coucher de soleil                                                                     | século XIX                | Musée des Beaux-Arts de la ville de Paris                                                                | Petit Palais                                         | pintura de paisagem            |             |
|        | Les chênes                                                                            | século XIX                | Musée des Beaux-Arts de la ville de Paris                                                                | Petit Palais                                         | pintura de paisagem            |             |
|        | Le coup de vent                                                                       | século XIX                | Musée des Beaux-Arts de la ville de Paris                                                                | Petit Palais                                         | pintura de paisagem            |             |
|        | Environs de Barbizon                                                                  | século XIX                | Musée des Beaux-Arts de la ville de Paris                                                                | Petit Palais                                         | pintura de paisagem            |             |
|        | Plan d'eau, soleil couchant. Au revers : Deux études                                  | século XIX                | Musée des Beaux-Arts de la ville de Paris                                                                | Petit Palais                                         | pintura de paisagem            |             |
|        | La vague                                                                              | século XIX                | Musée des Beaux-Arts de la ville de Paris                                                                | Petit Palais                                         | arte marinha                   |             |
|        | The frigates                                                                          | século XIX                | Musée des Beaux-Arts de la ville de Paris                                                                | Petit Palais                                         | arte marinha                   |             |
|        | Barque et voiliers, couché de soleil. Au revers : Marine                              | século XIX                | Musée des Beaux-Arts de la ville de Paris                                                                | Petit Palais                                         | pintura de paisagem            |             |
|        | La Seine                                                                              | século XIX                | Musée des Beaux-Arts de la ville de Paris                                                                | Petit Palais                                         | pintura de paisagem            |             |
|        | Coin de forêt                                                                         | século XIX                | Musée des Beaux-Arts de la ville de Paris                                                                | Petit Palais                                         | pintura de paisagem            |             |
|        | Crépuscule                                                                            | século XIX                | Musée des Beaux-Arts de la ville de Paris                                                                | Petit Palais                                         | pintura de paisagem            |             |
|        | Bord de rivière                                                                       | século XIX                | Musée des Beaux-Arts de la ville de Paris                                                                | Petit Palais                                         | pintura de paisagem            |             |
|        | Lisière de forêt (au recto), Paysage animé (au revers)                                | século XIX                | Musée des Beaux-Arts de la ville de Paris                                                                | Petit Palais                                         | pintura de paisagem            |             |
|        | La mare                                                                               | século XIX                | Musée des Beaux-Arts de la ville de Paris                                                                | Petit Palais                                         | pintura de paisagem            |             |
|        | La chaumière                                                                          | século XIX                | Musée des Beaux-Arts de la ville de Paris                                                                | Petit Palais                                         | pintura de paisagem            |             |
|        | Tournant de rivière (au recto) ; trois études (au verso)                              | século XIX                | Musée des Beaux-Arts de la ville de Paris                                                                | Petit Palais                                         | pintura de paisagem            |             |
|        | The Bosphorus                                                                         | 1856                      | Musée des Ursulines de Mâcon                                                                             | Musée des Ursulines de Mâcon                         |                                |             |
|        | Naples, pins parasols                                                                 | século XIX                | Musée des Beaux-Arts de la ville de Paris                                                                | Petit Palais                                         | pintura de paisagem            |             |
|        | Windmill in Montmartre                                                                | século XIX                | Galeria Nacional da Irlanda                                                                              | Galeria Nacional da Irlanda                          |                                |             |
|        | Harbor Quay in Marseille                                                              | 1858                      | Museu de Belas Artes de Marselha                                                                         | Museu de Belas Artes de Marselha                     |                                |             |
|        | Les Eaux douces d'Asie                                                                | século XIX                | Museu Condé                                                                                              | Museu Condé                                          | pintura de paisagem            |             |
|        | Près d'Alger                                                                          | 1859                      | Musée des Beaux-Arts de la ville de Paris                                                                | Petit Palais                                         |                                |             |
|        | Le Pont Royal, Paris                                                                  | 1859                      | Clark Art Institute                                                                                      | Clark Art Institute                                  |                                |             |
|        | Praça de São Marcos em Veneza                                                         | 1860                      | Museu Calouste Gulbenkian                                                                                | Museu Calouste Gulbenkian                            |                                |             |
|        | La cascade                                                                            | século XIX                | Musée des Beaux-Arts de la ville de Paris                                                                | Petit Palais                                         |                                |             |
|        | The Palace of the Doge                                                                | 1861                      | Museu Soumaya                                                                                            | Museu Soumaya                                        |                                |             |
|        | A View of Venice                                                                      | 1861                      | Museu Soumaya                                                                                            | Museu Soumaya                                        |                                |             |
|        | Nature morte au flacon et aux grenades                                                | século XIX                | Musée des Beaux-Arts de la ville de Paris                                                                | Petit Palais                                         | natureza-morta                 |             |
|        | Le Rhône entre Arles et Avignon                                                       | século XIX                | Musée des Beaux-Arts de la ville de Paris                                                                | Petit Palais                                         | pintura de paisagem            |             |
|        | La place Saint-Marc, inondation de 1863                                               | século XIX                | Musée des Beaux-Arts de la ville de Paris                                                                | Petit Palais                                         |                                |             |
|        | Venice, Morning                                                                       | 1864                      | Museu de Arte Walters                                                                                    | Museu de Arte Walters                                |                                |             |
|        | Harbor in Marseilles                                                                  | 1864                      | Brooklyn Museum                                                                                          | Brooklyn Museum                                      |                                |             |
|        | Venice, Evening                                                                       | 1865                      | Museu de Arte Walters                                                                                    | Museu de Arte Walters                                |                                |             |
|        | Bords du Bosphore                                                                     | 1865                      | Musée d'Art de Toulon                                                                                    | Musée d'Art de Toulon                                |                                |             |
|        | Bloemen                                                                               | século XIX                | Museu de Amesterdão                                                                                      | Museu de Amesterdão                                  | natureza-morta                 |             |
|        | Venice: the Bacino di San Marco with Fishing Boats                                    | 1865                      | Coleção Wallace                                                                                          | Coleção Wallace                                      |                                |             |
|        | The Grand Canal, Venice (Gondola before San Giorgio)                                  | 1865                      | Clark Art Institute                                                                                      | Clark Art Institute                                  |                                |             |
|        | Sketch of the Grand Canal, Venice                                                     | 1865                      | Baltimore Museum of Art                                                                                  | Baltimore Museum of Art                              |                                |             |
|        | Venice, Doge's Palace                                                                 | década de 1860            | Musée des Beaux-Arts de la ville de Paris                                                                | Petit Palais                                         |                                |             |
|        | Harbor Scene, Venice                                                                  | década de 1860            | Cantor Arts Center at Stanford University                                                                | Cantor Arts Center at Stanford University            |                                |             |
|        | Venice, Midday                                                                        | 1868                      | Museu de Arte Walters                                                                                    | Museu de Arte Walters                                |                                |             |
|        | Die Giardini Pubblici in Venedig                                                      | 1870                      | Coleções de Pinturas do Estado da Baviera                                                                | Coleções de Pinturas do Estado da Baviera            | pintura de paisagem            |             |
|        | Grand Canal                                                                           | 1870                      | Museu de Arte de Columbus                                                                                | Museu de Arte de Columbus                            |                                |             |
|        | Venise, quai des Esclavons                                                            | 1870                      | Musée des Beaux-Arts de la ville de Paris                                                                | Petit Palais                                         | pintura de paisagem            |             |
|        | La sortie du Palais des Doges sous le pont des Soupirs                                | 1870                      | Musée des Beaux-Arts de la ville de Paris                                                                | Petit Palais                                         |                                |             |
|        | Venise, procession de la Saint-Georges                                                | 1870                      | Musée des Beaux-Arts de la ville de Paris                                                                | Petit Palais                                         |                                |             |
|        | River landscape with mills                                                            | século XIX                | Fop Smit collection                                                                                      |                                                      |                                |             |
|        | Flowers                                                                               | 1 de janeiro de 1873      | Singer Museum Kunsthandel Frans Buffa & Zonen                                                            | Singer Museum                                        | natureza-morta                 |             |
|        | Tunis in the evening                                                                  | 1 de janeiro de 1873      | Singer Museum Kunsthandel Frans Buffa & Zonen                                                            | Singer Museum                                        | paisagem de cidade             |             |
|        | Venice                                                                                | 1 de janeiro de 1873      | Jan Michiel Pieter Glerum collection Kunsthandel Frans Buffa & Zonen                                     |                                                      | paisagem de cidade             |             |
|        | Mermaids Under Water                                                                  | 1874                      | Los Angeles County Museum of Art                                                                         | Los Angeles County Museum of Art                     | pintura mitológica             |             |
|        | Le Bosphore au matin                                                                  | século XIX                | Museum of Fine Arts of Reims                                                                             | Museum of Fine Arts of Reims                         |                                |             |
|        | Fantasia at the banks of the Bosphorus                                                | 1874                      | Museu de Belas Artes de Marselha                                                                         | Museu de Belas Artes de Marselha                     |                                |             |
|        | Hagia Sophia and the Walls of Istanbul                                                | 1874                      | Museu Kreeger                                                                                            | Museu Kreeger                                        |                                |             |
|        | View of a Harbour                                                                     | século XIX                | Museum Boymans-van Beuningen                                                                             | Museum Boymans-van Beuningen                         |                                |             |
|        | Voilier sortant du grand canal                                                        | século XIX                | Departamento de Pinturas do Louvre Musée Ziem                                                            | Musée Ziem                                           |                                |             |
|        | Voiliers à l'entrée du grand canal                                                    | século XIX                | Departamento de Pinturas do Louvre Musée Ziem                                                            | Musée Ziem                                           | pintura de paisagem            |             |
|        | Voiliers sortant du Grand Canal à Venise                                              | século XIX                | Departamento de Pinturas do Louvre Musée Ziem                                                            | Musée Ziem                                           |                                |             |
|        | Devant Martigues, la voile jaune                                                      | 1875                      | Musée des Beaux-Arts de la ville de Paris                                                                | Petit Palais                                         | arte marinha                   |             |
|        | Le Torrent. Environs de Clermont-Ferrand                                              | século XIX                | Musée des Beaux-Arts de la ville de Paris                                                                | Petit Palais                                         | pintura de paisagem            |             |
|        | Venise, la Salute. Effet de matin                                                     | século XIX                | Musée des Beaux-Arts de la ville de Paris                                                                | Petit Palais                                         | arte marinha                   |             |
|        | Venise, la Giudecca au crépuscule                                                     | século XIX                | Musée des Beaux-Arts de la ville de Paris                                                                | Petit Palais                                         | arte marinha                   |             |
|        | Venise au coucher du soleil                                                           | século XIX                | Musée des Beaux-Arts de la ville de Paris                                                                | Petit Palais                                         | arte marinha                   |             |
|        | Vieilles maisons                                                                      | século XIX                | Musée des Beaux-Arts de la ville de Paris                                                                | Petit Palais                                         |                                |             |
|        | Venise, l'église des Gesuati                                                          | século XIX                | Musée des Beaux-Arts de la ville de Paris                                                                | Petit Palais                                         |                                |             |
|        | Martigues, effet de crépuscule                                                        | século XIX                | Musée des Beaux-Arts de la ville de Paris                                                                | Petit Palais                                         | pintura de paisagem            |             |
|        | Cerf dans la forêt de Fontainebleau                                                   | século XIX                | Musée des Beaux-Arts de la ville de Paris                                                                | Petit Palais                                         | pintura de paisagem            |             |
|        | Venice: a Canal Scene                                                                 | 1 de janeiro de 1878      | Galeria Nacional da Irlanda                                                                              | Galeria Nacional da Irlanda                          |                                |             |
|        | Venice: a Scene with Boats                                                            | 1 de janeiro de 1878      | Galeria Nacional da Irlanda                                                                              | Galeria Nacional da Irlanda                          |                                |             |
|        | Venice                                                                                | 1879                      | St. Johnsbury Athenaeum                                                                                  | St. Johnsbury Athenaeum                              |                                |             |
|        | Venise, grand canal vue de Saint Georges                                              | 1880                      | Musée Ziem                                                                                               | Musée Ziem                                           |                                |             |
|        | Les lagunes, Venise                                                                   | 1880                      | Musée Ziem                                                                                               | Musée Ziem                                           |                                |             |
|        | View on the Bosporus                                                                  | século XIX                | Museum Boymans-van Beuningen                                                                             | Museum Boymans-van Beuningen                         |                                |             |
|        | Le duel                                                                               | 1 de janeiro de 1880      | Rijksdienst voor het Cultureel Erfgoed kunstcollectie                                                    | depot RCE                                            |                                |             |
|        | Voiles blanches, Venise                                                               | década de 1880            | Musée Ziem                                                                                               | Musée Ziem                                           |                                |             |
|        | A Scene in a Country Town                                                             | 1 de janeiro de 1880      | Galeria Nacional da Irlanda                                                                              | Galeria Nacional da Irlanda                          |                                |             |
|        | L'Avenue des Champs-Elysées                                                           | 1880                      | Museu Carnavalet                                                                                         | Museu Carnavalet                                     | paisagem de cidade             |             |
|        | Venise et le Campanile au clair de lune                                               | século XIX                | Musée des Beaux-Arts de la ville de Paris                                                                | Petit Palais                                         | arte marinha                   |             |
|        | Constantinople, Sainte-Sophie au soleil levant                                        | século XIX                | Musée des Beaux-Arts de la ville de Paris                                                                | Petit Palais                                         | arte marinha                   |             |
|        | Fusine, environs de Venise                                                            | século XIX                | Musée des Beaux-Arts de la ville de Paris                                                                | Petit Palais                                         | arte marinha                   |             |
|        | Venise, Trabaccolo à la voile jaune                                                   | século XIX                | Musée des Beaux-Arts de la ville de Paris                                                                | Petit Palais                                         | arte marinha                   |             |
|        | Les eaux douces d'Asie                                                                | século XIX                | Musée des Beaux-Arts de la ville de Paris                                                                | Petit Palais                                         | pintura de paisagem            |             |
|        | Venise, la sortie du Jardin français au crépuscule                                    | século XIX                | Musée des Beaux-Arts de la ville de Paris                                                                | Petit Palais                                         | pintura de paisagem            |             |
|        | Venise, le Palais des Doges                                                           | século XIX                | Musée des Beaux-Arts de la ville de Paris                                                                | Petit Palais                                         | arte marinha                   |             |
|        | View of Constantinople                                                                | século XIX                | Museu Nacional de Varsóvia                                                                               | Museu Nacional de Varsóvia                           |                                |             |
|        | Gerbe de fleurs                                                                       | 1880                      | Museu Gouda                                                                                              | Museu Gouda                                          |                                |             |
|        | Le salut, coup de canon                                                               | 1882                      | Museu de Belas Artes de Rennes                                                                           | Museu de Belas Artes de Rennes                       |                                |             |
|        | Le coup de canon                                                                      | século XIX                | Musée des Beaux-Arts de la ville de Paris                                                                | Petit Palais                                         | arte marinha                   |             |
|        | Caravane en route vers La Mecque                                                      | século XIX                | Musée des Beaux-Arts de la ville de Paris                                                                | Petit Palais                                         |                                |             |
|        | Constantinople, le kiosque des Janissaires                                            | século XIX                | Musée des Beaux-Arts de la ville de Paris                                                                | Petit Palais                                         | pintura de paisagem            |             |
|        | Effet de soleil couchant à Castellamare                                               | 1882                      | Museu de Belas Artes de Rennes                                                                           | Museu de Belas Artes de Rennes                       | pintura de paisagem            |             |
|        | Venice: a Sailing Ship                                                                | 1883                      | Galeria Nacional da Irlanda                                                                              | Galeria Nacional da Irlanda                          |                                |             |
|        | Harbour at Constantinople                                                             | século XIX                | Museu Hermitage                                                                                          | Museu Hermitage                                      |                                |             |
|        | L'Embouchure du Bosphore                                                              | século XIX                | Musée des Beaux-Arts de la ville de Paris                                                                | Petit Palais                                         | arte marinha                   |             |
|        | La Salute, effet de matin                                                             | século XIX                | Musée des Beaux-Arts de la ville de Paris                                                                | Petit Palais                                         | arte marinha                   |             |
|        | Constantinople, le caïque de la sultane                                               | século XIX                | Musée des Beaux-Arts de la ville de Paris                                                                | Petit Palais                                         | arte marinha                   |             |
|        | Venise, le Jardin français au clair de lune                                           | século XIX                | Musée des Beaux-Arts de la ville de Paris                                                                | Petit Palais                                         | pintura de paisagem            |             |
|        | Pin parasol à l'embouchure du Bosphore                                                | século XIX                | Musée des Beaux-Arts de la ville de Paris                                                                | Petit Palais                                         | pintura de paisagem            |             |
|        | Le caïque                                                                             | século XIX                | Musée des Beaux-Arts de la ville de Paris                                                                | Petit Palais                                         | arte marinha                   |             |
|        | Venise, le Grand Canal au soleil levant                                               | século XIX                | Musée des Beaux-Arts de la ville de Paris                                                                | Petit Palais                                         |                                |             |
|        | Les eaux douces d'Asie, environs de Constantinople                                    | século XIX                | Musée des Beaux-Arts de la ville de Paris                                                                | Petit Palais                                         | pintura de paisagem            |             |
|        | Grand Canal, Venice                                                                   | década de 1880            | Allen Memorial Art Museum                                                                                | Allen Memorial Art Museum                            |                                |             |
|        | Venise, le palais Cavalli                                                             | 1885                      | Museu de Belas Artes de Rennes                                                                           | Museu de Belas Artes de Rennes                       | visão arquitetural             |             |
|        | Avond in Venetië                                                                      | século XIX                | Rijksdienst voor het Cultureel Erfgoed kunstcollectie                                                    | depot RCE                                            | paisagem de cidade             |             |
|        | Venice Celebration, The Marriage of the Adriatic and Gulf of Venice                   | século XIX                | Reading Public Museum                                                                                    | Reading Public Museum                                | arte marinha                   |             |
|        | Beyrouth, retour de fantasia                                                          | século XIX                | Musée des Beaux-Arts de la ville de Paris                                                                | Petit Palais                                         | pintura de paisagem            |             |
|        | Rue du vieux Caire                                                                    | século XIX                | Musée des Beaux-Arts de la ville de Paris                                                                | Petit Palais                                         |                                |             |
|        | Fantasia à Constantinople                                                             | século XIX                | Musée des Beaux-Arts de la ville de Paris                                                                | Petit Palais                                         |                                |             |
|        | Khartoum, coucher de soleil                                                           | século XIX                | Musée des Beaux-Arts de la ville de Paris                                                                | Petit Palais                                         | pintura de paisagem            |             |
|        | Marché à Fez                                                                          | 1887                      | Musée des Beaux-Arts de la ville de Paris                                                                | Petit Palais                                         |                                |             |
|        | Gezicht op Venetië bij maanlicht                                                      | 1888                      | Rijksdienst voor het Cultureel Erfgoed kunstcollectie Museu Van Gogh                                     | Museu Van Gogh                                       | paisagem de cidade             |             |
|        | Fête à l'ambassade d'Angleterre à Paris                                               | 1889                      | Musée des Beaux-Arts de la ville de Paris                                                                | Petit Palais                                         |                                |             |
|        | O Canal Grande em Veneza                                                              | década de 1890            | Museu de Arte de São Paulo                                                                               | Museu de Arte de São Paulo                           |                                |             |
|        | Côte d’Azur                                                                           | 1890                      | Museum of Fine Arts                                                                                      | Museum of Fine Arts                                  |                                |             |
|        | A Sketch                                                                              | 1890                      | Museu Kreeger                                                                                            | Museu Kreeger                                        |                                |             |
|        | Vue de Venise                                                                         | 1890                      | Simonow collection                                                                                       | Simonow collection                                   |                                |             |
|        | Le Moulin [environs de Martigues]                                                     | 1890                      | Musée des Beaux-Arts de la ville de Paris                                                                | Petit Palais                                         | pintura de paisagem            |             |
|        | Sérail à Constantinople, la danse de l'almée                                          | século XIX                | Musée des Beaux-Arts de la ville de Paris                                                                | Petit Palais                                         | pintura de género              |             |
|        | Inondation à Venise                                                                   | século XIX                | Musée des Beaux-Arts de la ville de Paris                                                                | Petit Palais                                         | arte marinha                   |             |
|        | Venise : vue sur San Giorgio                                                          | século XIX                | Museum of Fine Arts of Reims                                                                             | Museum of Fine Arts of Reims                         |                                |             |
|        | Chevaux sauvages en Camargue                                                          | século XIX                | Musée des Beaux-Arts de la ville de Paris                                                                | Petit Palais                                         | pintura de paisagem            |             |
|        | Martigues, la voile blanche                                                           | século XIX                | Musée des Beaux-Arts de la ville de Paris                                                                | Petit Palais                                         | arte marinha                   |             |
|        | Le port de Marseille au coucher du soleil                                             | século XIX                | Musée des Beaux-Arts de la ville de Paris                                                                | Petit Palais                                         | arte marinha                   |             |
|        | Envol de flamants roses, étang de Vaccarès                                            | século XIX                | Musée des Beaux-Arts de la ville de Paris                                                                | Petit Palais                                         |                                |             |
|        | Moulin de Saint-Mitre, près de Martigues                                              | século XIX                | Musée des Beaux-Arts de la ville de Paris                                                                | Petit Palais                                         | pintura de paisagem            |             |
|        | Le quai Saint-Jean à Marseille                                                        | século XIX                | Musée des Beaux-Arts de la ville de Paris                                                                | Petit Palais                                         |                                |             |
|        | Coucher de soleil sous le Bosphore                                                    | 1893                      | Museu Fabre                                                                                              | Museu Fabre                                          |                                |             |
|        | Cliffs on the Seashore in Etretat                                                     | século XIX                | Museu Hermitage                                                                                          | Museu Hermitage                                      |                                |             |
|        | The Bucentaur Leaving the Palace of the Doges, Venice                                 | década de 1890            | Frye Art Museum                                                                                          | Frye Art Museum                                      |                                |             |
|        | Harbor, Tripoli                                                                       | década de 1890            | Frye Art Museum                                                                                          | Frye Art Museum                                      |                                |             |
|        | Moorse roeiers bij Constantinopel                                                     | século XIX                | Rijksmuseum                                                                                              | Rijksmuseum                                          | arte marinha                   |             |
|        | Venice, the Salute                                                                    | século XIX                | Museu de Belas Artes de Rennes                                                                           | Museu de Belas Artes de Rennes                       |                                |             |
|        | Marine                                                                                | 1 de janeiro de 1900      | Cincinnati Art Museum                                                                                    | Cincinnati Art Museum                                | arte marinha                   |             |
|        | Mauresque                                                                             | 1900                      | Musée Greuze                                                                                             | Musée Greuze                                         |                                |             |
|        | Toulon, visite du Président Loubet aux escadres française et italienne, 10 avril 1901 | 1901                      | Collections of Musée national de la Marine de Paris Collections du Musée national de la Marine de Toulon | Musée national de la Marine National Maritime Museum | arte marinha                   |             |
|        | Seascape. The neighborhoods of Venice                                                 | século XX                 | Galeria Nacional da Armênia                                                                              | Galeria Nacional da Armênia                          | arte marinha                   |             |
|        | The port of Marseille                                                                 | século XX                 | No/unknown value                                                                                         |                                                      | arte marinha                   |             |
|        | Grand Canal in Venice                                                                 | século XX                 | |                                                      |                                |             |
|        | The grand canal in Venice                                                             | século XX                 | |                                                      |                                |             |
|        | La Salute and the Customs, views of San Giorgio                                       | século XX                 | |                                                      |                                |             |
|        | View of Constantinople                                                                | século XX                 | |                                                      |                                |             |
|        | Gondola                                                                               | século XX                 | Museo de Bellas Artes de Valparaíso                                                                      | Museo de Bellas Artes de Valparaíso                  |                                |             |
|        | Santa Maria de la Salute                                                              | século XX                 | Museo de Bellas Artes de Valparaíso                                                                      | Museo de Bellas Artes de Valparaíso                  |                                |             |
|        | Pêche à Marseille                                                                     | 1911                      | Musée Regards de Provence                                                                                | Musée Regards de Provence                            |                                |             |
|        | Le Bas-Meudon                                                                         | 1949                      | Musée des Beaux-Arts de la ville de Paris                                                                | Petit Palais                                         |                                |             |
|        | Seascape with Venice in the Distance                                                  | 1 de janeiro de 2000      | Museu de Israel                                                                                          | Museu de Israel                                      |                                |             |
|        | Barque à Venise le soir                                                               |                           | Museu de Orsay                                                                                           | Museu de Orsay                                       | pintura de paisagem            |             |
|        | Venise, vue du palais des Doges                                                       |                           | Museu de Orsay                                                                                           | Senado da França                                     | pintura de paisagem            |             |
|        | Marine. Vue d'un port oriental                                                        |                           | Museu de Orsay                                                                                           | Museu de Orsay                                       | pintura de paisagem            |             |
|        | Paysage                                                                               |                           | Museu de Orsay                                                                                           | Museu de Orsay                                       | pintura de paisagem            |             |
|        | Un caïk, vue de Constantinople                                                        |                           | Museu de Orsay                                                                                           | Museu de Orsay Musée d'Art de Toulon                 | visão arquitetural             |             |
|        | Venise, embarcadère du palais ducal                                                   |                           | Museu de Orsay                                                                                           | Museu de Orsay                                       | pintura de paisagem            |             |
|        | Venise, le palais des Doges                                                           |                           | Museu de Orsay                                                                                           | Museu de Orsay                                       | pintura de paisagem            |             |
|        | Venise, vue du palais des Doges et du quai des Esclavons                              |                           | Museu de Orsay                                                                                           | Museu de Orsay                                       | pintura de paisagem            |             |
|        | Venise. Le Grand Canal, près de Santa Maria della Salute                              |                           | Museu de Orsay                                                                                           | Museu de Orsay                                       | pintura de paisagem            |             |
|        | Village oriental                                                                      |                           | Museu de Orsay                                                                                           | Museu de Orsay                                       | figurativismo                  |             |
|        | Vue d'un canal à Venise                                                               |                           | Museu de Orsay                                                                                           | Senado da França                                     | pintura de paisagem            |             |
|        | Canon Blast, Venice                                                                   |                           | Metropolitan Museum of Art                                                                               | Metropolitan Museum of Art                           |                                |             |
|        | Bacino di San Marco, Venice                                                           |                           | Museu de Belas Artes de Boston                                                                           | Museu de Belas Artes de Boston                       |                                |             |
|        | Venetian Sailboats                                                                    |                           | Museu de Belas Artes de Boston                                                                           | Museu de Belas Artes de Boston                       |                                |             |
|        | Lagoon, Venice                                                                        |                           | Carnegie Museum of Art                                                                                   | Carnegie Museum of Art                               |                                |             |
|        | Seascape                                                                              |                           | Cincinnati Art Museum                                                                                    | Cincinnati Art Museum                                | arte marinha                   |             |
|        | L'église des Gesuati, La Giudecca                                                     |                           | Musée d'Art de Toulon                                                                                    | Musée d'Art de Toulon                                |                                |             |
|        | Venise, Notre-Dame de la Salute                                                       |                           | Musée d'Art de Toulon                                                                                    | Musée d'Art de Toulon                                |                                |             |
|        | Bord de mer.                                                                          |                           | Musée d'Art de Toulon                                                                                    | Musée d'Art de Toulon                                |                                |             |
|        | Cleopatra                                                                             |                           | Museu de Belas Artes de Marselha                                                                         | Museu de Belas Artes de Marselha                     |                                |             |
|        | Fishermen in a Boat                                                                   |                           | Museu de Belas Artes de Marselha                                                                         | Museu de Belas Artes de Marselha                     |                                |             |
|        | Le Bucentaure                                                                         |                           | Musée Grobet-Labadié                                                                                     | Musée Grobet-Labadié                                 |                                |             |
|        | Barcos em Veneza                                                                      |                           | Museu Histórico e Diplomático do Itamaraty                                                               | Museu Histórico e Diplomático do Itamaraty           |                                |             |
|        | Gondoles devant le quai des Escavons et le pont de la Paille                          |                           | No/unknown value                                                                                         |                                                      |                                |             |
|        | Venetian Scene                                                                        |                           | Museu de Arte de Saint Louis                                                                             | Museu de Arte de Saint Louis                         |                                |             |
|        | Grand canal avec Bucentaure                                                           |                           | MuCEM | MuCEM                                                |                                |             |
|        | Return of the Gondolas                                                                |                           | Huntington Museum of Art                                                                                 | Huntington Museum of Art                             |                                |             |
|        | Gondola on the lagoon                                                                 |                           | No/unknown value                                                                                         |                                                      |                                |             |
|        | Vue de Venise ou Bucentaure                                                           |                           | Museu de Belas Artes de Marselha                                                                         | Museu de Belas Artes de Marselha                     |                                |             |
|        | Venise, grand canal au clair de lune                                                  |                           | Musée Ziem                                                                                               | Musée Ziem                                           |                                |             |
|        | Venise, crépuscule                                                                    |                           | Musée Ziem                                                                                               | Musée Ziem                                           |                                |             |
|        | Venise, fête de l'Assomption                                                          |                           | Musée Ziem                                                                                               | Musée Ziem                                           |                                |             |
|        | Venise, grand canal avec le campanile au coucher de soleil                            |                           | Musée Ziem                                                                                               | Musée Ziem                                           |                                |             |
|        | Bateau de pêche amarré Venise                                                         |                           | Musée Ziem                                                                                               | Musée Ziem                                           |                                |             |
|        | Venise, trabocco                                                                      |                           | Musée Ziem                                                                                               | Musée Ziem                                           |                                |             |
|        | Venise le matin                                                                       |                           | Musée Gassendi                                                                                           | Musée Gassendi                                       |                                |             |
|        | Trabucco à Venise ou retour à Martigues                                               |                           | Musée des Explorations du Monde                                                                          | Musée des Explorations du Monde                      |                                |             |
|        | A view in Venice                                                                      |                           | Museu Fitzwilliam                                                                                        | Museu Fitzwilliam                                    |                                |             |
|        | Grand voilier en vue de Venise                                                        |                           | Museu de Orsay                                                                                           | Museu de Orsay                                       |                                |             |
|        | Venice                                                                                |                           | Detroit Institute of Arts                                                                                | Detroit Institute of Arts                            |                                |             |
|        | Lowland pastures                                                                      |                           | Museu Isabella Stewart Gardner                                                                           | Museu Isabella Stewart Gardner                       | pintura de paisagem            |             |
|        | The Doge's Palace and Pier                                                            |                           | Museu Kreeger                                                                                            | Museu Kreeger                                        |                                |             |
|        | Scene of Venice                                                                       |                           | Museu de Arte de Milwaukee                                                                               | Museu de Arte de Milwaukee                           |                                |             |
|        | Venice                                                                                |                           | Museu de Arte de Columbus                                                                                | Museu de Arte de Columbus                            |                                |             |
|        | Sunset, Venice                                                                        |                           | Henry Art Gallery                                                                                        | Henry Art Gallery                                    |                                |             |
|        | View of Venice                                                                        |                           | Syracuse University Art Museum                                                                           | Syracuse University Art Museum                       |                                |             |
|        | Venice                                                                                |                           | Wadsworth Atheneum                                                                                       | Wadsworth Atheneum                                   |                                |             |
|        | Constantinople, Sunset                                                                |                           | Museu e Galeria de Arte de Kelvingrove                                                                   | Museu e Galeria de Arte de Kelvingrove               |                                |             |
|        | Venetian Barges                                                                       |                           | Sheffield Galleries and Museums Trust                                                                    | Sheffield Galleries and Museums Trust                |                                |             |
|        | The Yellow Sail                                                                       |                           | Memorial Art Gallery                                                                                     | Memorial Art Gallery                                 |                                |             |
|        | View of the Imperial Mosque, Istanbul                                                 |                           | Newark Museum                                                                                            | Newark Museum                                        |                                |             |
|        | La Venise des poètes                                                                  |                           | Heckscher Museum of Art                                                                                  | Heckscher Museum of Art                              |                                |             |
|        | Environs de Venise                                                                    |                           | Utah Museum of Fine Arts                                                                                 | Utah Museum of Fine Arts                             |                                |             |
|        | Venise                                                                                |                           | Utah Museum of Fine Arts                                                                                 | Utah Museum of Fine Arts                             |                                |             |
|        | Vue de Venise avec deux bateaux                                                       |                           | Utah Museum of Fine Arts                                                                                 | Utah Museum of Fine Arts                             |                                |             |
|        | Lisière de forêt à Barbizon                                                           |                           | Musée des Peintres de Barbizon                                                                           | Musée des Peintres de Barbizon                       |                                |             |
|        | The Doge's Palace, Venice                                                             |                           | Museu De Brighton e Galeria de Arte                                                                      | Museu De Brighton e Galeria de Arte                  |                                |             |
|        | Venetian Scene: Gondolas and Sailing Boats                                            |                           | Museu De Brighton e Galeria de Arte                                                                      | Museu De Brighton e Galeria de Arte                  |                                |             |
|        | Scène vénitienne                                                                      |                           | Flint Institute of Arts                                                                                  | Flint Institute of Arts                              |                                |             |
|        | Venice                                                                                |                           | Mildred Lane Kemper Art Museum                                                                           | Mildred Lane Kemper Art Museum                       |                                |             |
|        | Doge's Palace, Venice                                                                 |                           | Reading Public Museum                                                                                    | Reading Public Museum                                | arte marinha                   |             |
|        | Twilight in Venice                                                                    |                           | Reading Public Museum                                                                                    | Reading Public Museum                                |                                |             |
|        | Nature morte aux pastèques et couteau                                                 |                           | Musée des Beaux-Arts de la ville de Paris                                                                | Petit Palais                                         | natureza-morta                 |             |
|        | Pivoines                                                                              |                           | Musée des Beaux-Arts de la ville de Paris                                                                | Petit Palais                                         |                                |             |
|        | Nature morte au homard                                                                |                           | Musée des Beaux-Arts de la ville de Paris                                                                | Petit Palais                                         | natureza-morta                 |             |
|        | Constantinople, le repos de la sultane                                                |                           | Musée des Beaux-Arts de la ville de Paris                                                                | Petit Palais                                         | pintura de paisagem            |             |
|        | L'offrande à la Madone                                                                |                           | Musée des Beaux-Arts de la ville de Paris                                                                | Petit Palais                                         | pintura de paisagem            |             |
|        | Barbizon, le soir                                                                     |                           | Musée des Beaux-Arts de la ville de Paris                                                                | Petit Palais                                         | pintura de paisagem            |             |
|        | Femme nue assise                                                                      |                           | Musée des Beaux-Arts de la ville de Paris                                                                | Petit Palais                                         |                                |             |
|        | Femme du Trastevere                                                                   |                           | Musée des Beaux-Arts de la ville de Paris                                                                | Petit Palais                                         |                                |             |
|        | Le canard                                                                             |                           | Musée des Beaux-Arts de la ville de Paris                                                                | Petit Palais                                         |                                |             |
|        | L'automne                                                                             |                           | Musée des Beaux-Arts de la ville de Paris                                                                | Petit Palais                                         | pintura de paisagem            |             |
|        | L'éléphant                                                                            |                           | Musée des Beaux-Arts de la ville de Paris                                                                | Petit Palais                                         | pintura de paisagem            |             |
|        | Flamants                                                                              |                           | Musée des Beaux-Arts de la ville de Paris                                                                | Petit Palais                                         |                                |             |
|        | Vue d'Italie : la vieille porte                                                       |                           | Musée des Beaux-Arts de la ville de Paris                                                                | Petit Palais                                         | arte marinha                   |             |
|        | Fleurs                                                                                |                           | Musée des Beaux-Arts de la ville de Paris                                                                | Petit Palais                                         |                                |             |
|        | Quatre études. Au revers : quatre études                                              |                           | Musée des Beaux-Arts de la ville de Paris                                                                | Petit Palais                                         |                                |             |
|        | Autoportrait en armure                                                                |                           | Musée des Beaux-Arts de la ville de Paris                                                                | Petit Palais                                         | retrato                        |             |
|        | Les trois cyprès                                                                      |                           | Musée des Beaux-Arts de la ville de Paris                                                                | Petit Palais                                         | pintura de paisagem            |             |
|        | Nature morte au potiron                                                               |                           | Musée des Beaux-Arts de la ville de Paris                                                                | Petit Palais                                         | natureza-morta                 |             |
|        | Le Dôme de Milan                                                                      |                           | Musée des Beaux-Arts de la ville de Paris                                                                | Petit Palais                                         |                                |             |
|        | L'incendie                                                                            |                           | Musée des Beaux-Arts de la ville de Paris                                                                | Petit Palais                                         | pintura de paisagem            |             |
|        | Rentrée de pêcheurs à Martigues                                                       |                           | Musée des Beaux-Arts de la ville de Paris                                                                | Petit Palais                                         | arte marinha                   |             |
|        | Venise, jardin français au crépuscule                                                 |                           | Musée des Beaux-Arts de la ville de Paris                                                                | Petit Palais                                         |                                |             |
|        | Saint-Ouen                                                                            |                           | Musée des Beaux-Arts de la ville de Paris                                                                | Petit Palais                                         |                                |             |
|        | La Seine à Billancourt, coucher de soleil                                             |                           | Musée des Beaux-Arts de la ville de Paris                                                                | Petit Palais                                         |                                |             |
|        | Venise. Le Palais des Doges                                                           |                           | Musée des Beaux-Arts de la ville de Paris                                                                | Petit Palais                                         |                                |             |
|        | Carnaval à Venise, quai des Esclavons                                                 |                           | Musée des Beaux-Arts de la ville de Paris                                                                | Petit Palais                                         |                                |             |
|        | Riva degli Schiavoni, Sunset                                                          |                           | Clark Art Institute                                                                                      | Clark Art Institute                                  |                                |             |
|        | Interior of a Venetian Garden                                                         |                           | |                                                      |                                |             |
|        | Bacino San Marco, Venice, under Moonlight                                             |                           | |                                                      |                                |             |
|        | Boats on the Bacino San Marco                                                         |                           | |                                                      |                                |             |
|        | Gondolas in Front of the French Garden                                                |                           | |                                                      |                                |             |
|        | Gondolas In Front Of The French Gardens, Venice                                       |                           | |                                                      |                                |             |
|        | Venice, gondola and sailboats in front of the Doge's Palace and San Giorgio Maggiore  |                           | |                                                      |                                |             |
|        | Assumption Day in front of Customs, Venice                                            |                           | |                                                      |                                |             |
|        | Composition (marine)                                                                  |                           | Museu de Arte Moderna André Malraux                                                                      | Museu de Arte Moderna André Malraux                  |                                |             |
|        | View of Venice with Sta Maria delle Salute                                            |                           | Museu Nacional de Belas-Artes da Suécia                                                                  | Museu Nacional de Belas-Artes da Suécia              |                                |             |
|        | Grand Canal: The Salute and the Dogana, Venice                                        |                           | Museus de Arte de Harvard Fogg Museum                                                                    | Museus de Arte de Harvard                            |                                |             |
|        | Bacino di San Marco, Venice                                                           |                           | Museus de Arte de Harvard Fogg Museum                                                                    | Museus de Arte de Harvard                            |                                |             |
|        | View of the Lagoon, Venice                                                            |                           | Museus de Arte de Harvard Fogg Museum                                                                    | Museus de Arte de Harvard                            |                                |             |
|        | Intérieur d'église                                                                    |                           | Musée des beaux-arts de Liège                                                                            | La Boverie                                           |                                |             |
|        | Zufahrt zum Canale grande                                                             |                           | No/unknown value                                                                                         |                                                      |                                |             |
|        | Italian beggars at a churchdoor                                                       |                           | Munich Central Collecting Point                                                                          | Munich Central Collecting Point                      |                                |             |
|        | Venice, San Giorgio Maggiore                                                          |                           | Munich Central Collecting Point                                                                          | Munich Central Collecting Point                      |                                |             |
|        | Italian harbour with boats                                                            |                           | Munich Central Collecting Point                                                                          | Munich Central Collecting Point                      |                                |             |
|        | The Port of Marseille                                                                 |                           | |                                                      |                                |             |
|        | Vue de Constantinople                                                                 |                           | Musée Fesch                                                                                              | Musée Fesch                                          |                                |             |
|        | Vue de Venise                                                                         |                           | Musée Fesch                                                                                              | Musée Fesch                                          |                                |             |
|        | Paysage oriental                                                                      |                           | Musée Boucher-de-Perthes                                                                                 | Musée Boucher-de-Perthes                             |                                |             |
|        | Marseille, le vieux port                                                              |                           | Museum of Fine Arts of Reims                                                                             | Museum of Fine Arts of Reims                         |                                |             |
|        | La Chaumière                                                                          |                           | Museum of Fine Arts of Reims                                                                             | Museum of Fine Arts of Reims                         |                                |             |
|        | Vue d'Italie                                                                          |                           | Museum of Fine Arts of Reims                                                                             | Museum of Fine Arts of Reims                         |                                |             |
|        | La danse de l'Almée                                                                   |                           | Musée des Beaux-Arts Jules Chéret                                                                        | Musée des Beaux-Arts Jules Chéret                    |                                |             |
|        | Place Saint-Marc à Venise                                                             |                           | Musée des Beaux-Arts Jules Chéret                                                                        | Musée des Beaux-Arts Jules Chéret                    |                                |             |
|        | Grand Canal à Venise (Palais des Doges)                                               |                           | Musée des Beaux-Arts Jules Chéret                                                                        | Musée des Beaux-Arts Jules Chéret                    |                                |             |
|        | Grand Canal in Venice.                                                                |                           | Museu de Arte de São Paulo                                                                               | Museu de Arte de São Paulo                           |                                |             |
|        | Le Grand Canal, Venise                                                                |                           | Fortabat Art Collection                                                                                  | Fortabat Art Collection                              |                                |             |
|        | Venice in Flood                                                                       |                           | Touchstones Rochdale                                                                                     | Touchstones Rochdale                                 |                                |             |
|        | Fleurs et fruits                                                                      |                           | Musée de la Chartreuse de Douai                                                                          | Musée de la Chartreuse de Douai                      |                                |             |
|        | Venise                                                                                |                           | Museu de Belas Artes de Angers                                                                           | Museu de Belas Artes de Angers                       |                                |             |
|        | Constantinople                                                                        |                           | Museu de Belas Artes de Nantes                                                                           | Museu de Belas Artes de Nantes                       |                                |             |
|        | Venise : église Santa Maria des Rosario                                               |                           | Museu de Belas Artes de Nantes                                                                           | Museu de Belas Artes de Nantes                       |                                |             |
|        | Venise, effet du matin                                                                |                           | Museu de Belas Artes de Nantes                                                                           | Museu de Belas Artes de Nantes                       |                                |             |
|        | Venise, le quai des Esclavons                                                         |                           | Museu de Belas Artes de Nantes                                                                           | Museu de Belas Artes de Nantes                       |                                |             |
|        | Antibes                                                                               |                           | Museu de Belas Artes                                                                                     | Museu de Belas Artes                                 |                                |             |
|        | Fishing Boat in St. Mark’s Basin                                                      |                           | Museu de Arte de Santa Bárbara                                                                           | Museu de Arte de Santa Bárbara                       |                                |             |
|        | Marine à Saint-Jean                                                                   |                           | Musée d'Angoulême centre communal d'action sociale d'Angoulême                                           | Musée d'Angoulême                                    |                                |             |
|        | Intérieur d'atelier                                                                   |                           | Musée Cantini                                                                                            | Musée Cantini                                        |                                |             |
|        | Marine orientale                                                                      |                           | Musée Cantini                                                                                            | Musée Cantini                                        |                                |             |
|        | Marine, étude                                                                         |                           | Musée Cantini                                                                                            | Musée Cantini                                        |                                |             |
|        | Gondole                                                                               |                           | Museu de Belas Artes de Dijon                                                                            | Museu de Belas Artes de Dijon                        |                                |             |
|        | Le marchand de tapis                                                                  |                           | Museu de Belas Artes de Dijon                                                                            | Museu de Belas Artes de Dijon                        |                                |             |
|        | Constantinople                                                                        |                           | Museu de Belas Artes de Dijon                                                                            | Museu de Belas Artes de Dijon                        |                                |             |
|        | Venise. Bassin de San Marco                                                           |                           | Museu de Belas Artes de Tours                                                                            | Museu de Belas Artes de Tours                        |                                |             |
|        | Venise. Sortie du canal de la Giudecca                                                |                           | Museu de Belas Artes de Tours                                                                            | Museu de Belas Artes de Tours                        |                                |             |
|        | Shipping at Antwerp                                                                   |                           | Preservation Society of Newport County Chepstow                                                          | Chepstow                                             |                                |             |
|        | Venise retour de Fusine                                                               |                           | Musée municipal de Saint-Dizier                                                                          | Musée municipal de Saint-Dizier                      |                                |             |
|        | Venise, canal pavoisé                                                                 |                           | Musée de l'Annonciade                                                                                    | Musée de l'Annonciade                                |                                |             |
|        | Kiosque arabe                                                                         |                           | Museu de Belas Artes de Dijon                                                                            | Museu de Belas Artes de Dijon                        |                                |             |

∑ 352 items.